# Red Orchestra 2: Heroes of Stalingrad
Red Orchestra 2: Heroes of Stalingrad är ett förstapersonsskjutare-datorspel som är utvecklat av och släppt av Tripwire Interactive. Det är en efterföljare till Red Orchestra: Ostfront 41-45. Spelet utspelar sig främst under Slaget vid Stalingrad mellan Sovjetunionen och Nazityskland. Spelet släpptes den 13 september 2011, på dagen 70 år efter att tyskarna gick in i staden. 30 maj 2013 släpptes den fristående expansionen Rising Storm, som utspelar sig under Stillahavskriget mellan USA och Japan.
Spelet har stort fokus på att vara realistiskt. HUD, som visar bland annat antalet skott i magasinet, är borttagen vilket gör att spelaren själv måste komma ihåg hur mycket ammunition som finns kvar i magasinet, alternativt kolla det manuellt. Vid skada kan spelaren inte regenerera liv, utan endast stoppa blodförlust med bandage. Stridsvagnarna i spelet opereras av flera spelare samtidigt, en förare, befälhavare och skytt, vilket kräver mycket samarbete.